# پادشاهان هرگز نمی‌میرند
«پادشاهان هرگز نمی‌میرند» (به انگلیسی: Kings Never Die) نام آهنگی از رپر آمریکایی، امینم، به همراه گوئن استفانی است. این آهنگ دومین تکاهنگ از آلبوم چپ‌دست (موسقی الهام گرفته شده از یک فیلم)، بعد از تکاهنگ «پدیده» که تقریباً یک ماه زود تر پخش شد، و همچنین اولین همکاری این دو نفر میباشد. این آهنگ در تاریخ ۱۰ ژوئیه ۲۰۱۵ منتشر شد. «پادشاه هرگز نمی‌میرد»، بعد از «می‌توانم مثل آن داشته باشمش»، اولین آهنگی است که استفانی در آن به عنوان خواننده مهمان حضور پیدا کرده‌است. این آهنگ در سال ۲۰۰۵ پخش شد و خواننده اصلی آن فارل ویلیامز بود.

## عملکرد تجاری
«پادشاه هرگز نمی‌میرد» بعد از انتشار، در چارت ۱۰۰ آهنگ داغ بیلبورد قرار گرفت. رتبه آهنگ در این چارت ۸۰ بود. این آهنگ در همان هفته‌ی اول، ۳۵٬۰۰۰ کپی به صورت دانلود دیجیتالی فروخت و ۱٫۲ میلیون بار در سرویس‌های استریم آنلاین شنیده شد.

## لیست آهنگ
- دانلود دیجیتالی

1. «پادشاه هرگز نمی‌میرد» (به همراه گوئن استفانی) – ۴:۵۶